# Ausztrál labdarúgó-szövetség
Ausztrál labdarúgó-szövetség (Angolul: Football Federation Australia)

## Történelme
Nagyon hosszú ideje próbálja megvetni a lábát a labdarúgás, a hazai kedvencek a krikett, az ausztrál foci és rögbi között. Az első szövetség születése az 1923-as esztendejére tehető, de csak az 1950-es évekre alakult ki komolyabb szintű pontvadászat. A labdarúgó-szövetséget 1961-ben alapították. 1963-tól a Nemzetközi Labdarúgó-szövetség (FIFA), az Óceániai Labdarúgó-szövetség (OFC) majd 2007-től az Ázsiai Labdarúgó-szövetség (AFC) tagja. Az AFC-be történő átigazolást azzal indokolták, hogy semmi sem készíti fel jobban a testet és a lelket, mint a kemény kihívások és az embert próbáló selejtezőcsoport. Fő feladata a nemzetközi kapcsolatokon kívül, az  Ausztrál labdarúgó-válogatott férfi és női ágának, a korosztályos válogatottak illetve a nemzeti bajnokság szervezése, irányítása. A működést biztosító bizottságai közül a Játékvezető Bizottság felelős a játékvezetők utánpótlásáért, elméleti (teszt) és cooper (fizikai) képzéséért. Nemzeti bajnoksága, az 1977-től az A-League keretei között működik.